# Trichothyrium asterophorum
Trichothyrium asterophorum är en svampart som först beskrevs av Berk. & Broome, och fick sitt nu gällande namn av Franz Xaver von Höhnel 1908. Trichothyrium asterophorum ingår i släktet Trichothyrium och familjen Microthyriaceae.   Inga underarter finns listade i Catalogue of Life.